# Retrato de Mariano Goya (1810)

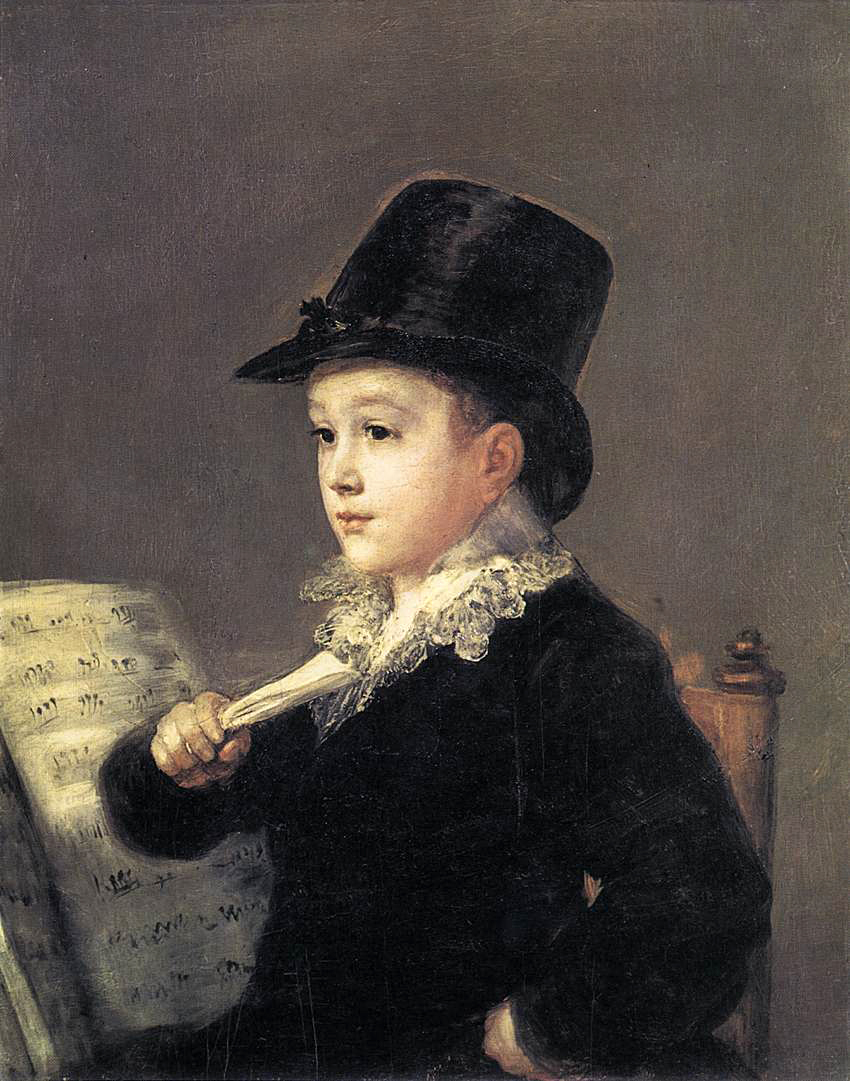
Retrato de Mariano Goya, 1813-1815.

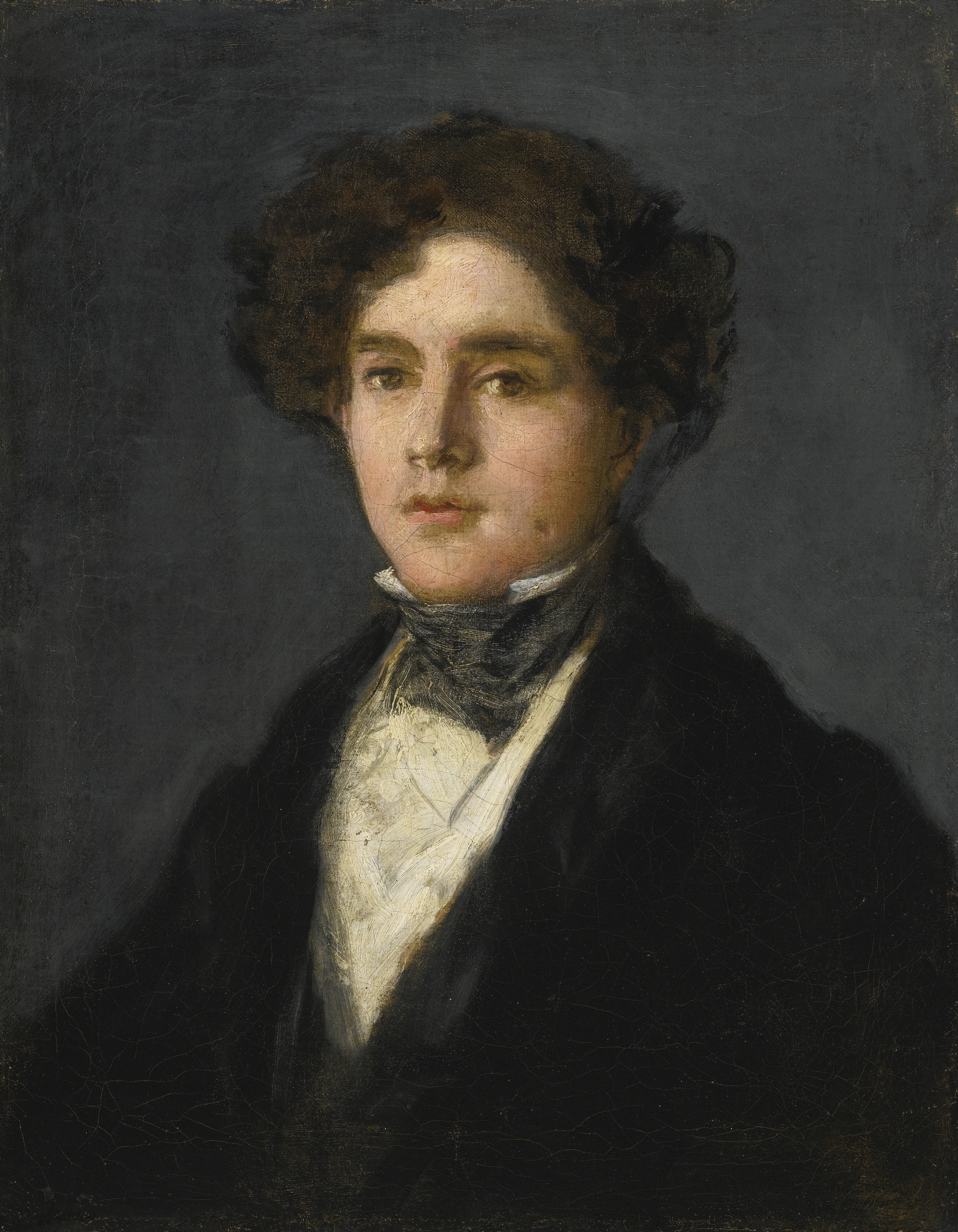
Retrato de Mariano Goya, 1827.

El Retrato de Mariano Goya es un óleo del pintor español Francisco de Goya. El retrato muestra a Mariano Goya, nieto del pintor. 

## Contexto
Francisco de Goya y su esposa Josefa Bayeu tuvieron seis hijos, pero a excepción de Javier, todos murieron en la primera infancia. En 1804 Javier Goya se casó con Gumersinda Goicoechea, con quien tuvo un único hijo, Mariano, apodado "Marianito". Tanto el hijo como el nieto eran de suma importancia para el pintor, que les dio numerosas pruebas de su afecto y cuidó de su situación económica.  Los padres de Mariano vivieron con el pintor hasta 1806, cuando se mudaron a la casa que les dio. Gracias a la dote de Gumersinda y al apoyo de Goya, no trabajaron y llevaron una vida cómoda propensa al lujo. Goya retrató a su nieto tres veces: a la edad de 3-4 años con un juguete, a la edad de 7-9 años con una partitura musical, y cuando era joven en 1827.  El último retrato aun muestra reminiscencias de los delicados e inocentes rasgos del niño.
En 1824, Goya emigró a Francia por temor a represalias del bando de Fernando VII. En septiembre de 1823, poco antes de salir del país, trasfiere a Mariano su propiedad llamada Quinta del Sordo, en la que pintó sus pinturas negras. En Burdeos, apartó gran parte de sus ingresos para mantener a Mariano. En julio de 1827, el pintor de 81 años y mala salud realizó un difícil viaje de Burdeos a Madrid. Se desconoce el motivo del viaje, probablemente quería resolver asuntos financieros relacionados con su salario de pintor de cámara. Durante esta última visita a su tierra natal, pintó el retrato de su nieto Mariano, de 21 años. En 1828, al enterarse de la enfermedad del abuelo, Mariano llega a Burdeos y lo acompaña en sus últimos momentos.
Mariano de Goya y Goicoechea nació el 11 de junio de 1806 en Madrid. En 1831 se casó con Concepción Mariátegui, hija de Francisco Javier Mariátegui, ingeniero militar y miembro de la Real Academia de Bellas Artes de San Fernando. Probablemente tuvieron una hija, Purificación. Mariano realizó especulaciones arriesgadas en la industria minera y la compra de bienes y fincas en tierras confiscadas. En 1854 vendió la Quinta del Sordo, que había recibido de su abuelo. En 1859 enviudó. Perdió su fortuna, especulando en la bolsa de valores, y en consecuencia vendió las pinturas, dibujos y grabados de su abuelo, contribuyendo a la dispersión de la colección familiar. De vez en cuando recurría a la ayuda de miembros de la familia Madrazo como agentes de ventas. Gravemente endeudado, se refugió en localidades menores de Madrid: Fuencarral, Bustarviejo y La Cabrera, a donde pertenecía su finca en el antiguo convento de San Antonio. En 1846 intentó adquirir el título de marqués del Espinar, pero aunque los derechos del vendedor sobre el título resultaron ilusorios, se autodenominó marqués de por vida. Inicialmente, se identificó como liberal, pero bajo la influencia de los fracasos de la vida, sus puntos de vista se radicalizaron y se consideró republicano. Se casó con una vasca, Francisca Vildósola, con quien tuvo dos hijos, Luisa y Francisco, y sus descendientes se apellidan actualmente Sáez de Goya. Murió en La Cabrera el 7 de enero de 1874 a la edad de 68 años.

## Descripción
Durante su carrera, Goya pintó numerosas escenas religiosas y de género con figuras de niños y querubines, así como una veintena de retratos infantiles. Estas obras se distinguen por su calidad y especial atención al detalle, así como por la expresión de ternura y sinceridad. Goya enfatizó la pureza e inocencia de los niños, en contraste con el pintor barroco Murillo, que se centraba en la pillería picaresca.
El retrato de Mariano se realizó hacia 1810, durante la Guerra de la Independencia. Probablemente Goya lo pintó poco después de los elegantes retratos de Javier y Gumersinda. Al mismo tiempo, también pintó a los padres y las hermanas de Gumersinda.
El niño tiene unos cuatro años. Aparece como un pequeño aristócrata, sobre un fondo oscuro, al estilo de las pinturas de Sánchez Coello y Velázquez. Está vestido con ropa elegante propia de una edad mayor, que parece quedarle un poco grande. Lleva una levita negra con cuatro botones de latón, pantalón negro y chaleco blanco de seda. El cuello alto y abierto de la camisa blanca revela la piel rosada del pequeño. Tiene el pelo rubio rizado y grandes ojos negros que evocan la belleza de su madre. Su mirada infantil es confiada y llena de ternura. Con su mano izquierda sostiene una cuerda atada a un gran carruaje de juguete y esconde su mano derecha detrás de su espalda. El juguete del retrato simboliza tradicionalmente la educación del niño.
El carruaje fue pintado con pinceladas precisas en la naturaleza de un boceto. El fondo oscuro recuerda los retratos de Velázquez.

## Procedencia
El cuadro perteneció a Javier Goya, y luego al propio Mariano. Posteriormente pasó a la colección de Enrique Crooke en Madrid, y luego al Marqués de Genal y de Larios en Madrid en 1928. Actualmente pertenece a una colección privada.